# 랫풀다운
랫풀다운(pull-down exercise)은 광배근(latissimus dorsi muscle)을 발달시키는 근력운동(strength training exercise)이다. 어깨관절(shoulder joint) 내전(adduction)과 신전(extension)이 결합된 하방회전(downward rotation) 기능과 견갑골(scapula)의 하강(depression)을 수행한다.
케이블 랫풀다운(cable lat pull-down)은 케이블 풀리(cable pulley)를 통하여 핸들을 움직이는 방식으로 수행하는 운동이며, 레버리지 머신(leverage machine)에서 풀다운을 하는 것과는 반대된다.

## 근육
기본적인 랫풀다운 동작은 운동 시에 움직이는 세가지 관절을 둘러싼 근육들에 의해 역동적 작업을 요구하는 합성 운동(compound movement)이다. 이는 견갑대(shoulder girdle) 내 견흉관절(scapulothooracic joint)과 관절와상완관절(glenohumeral)에서 함께하는 팔꿈치이다.

### 광배근
광배근(latissimus dorsi)은 척추근막(spinal fascia)에 직접 연결되어 있는 팔의 신전과 내전을 수행한다. 이러한 기능을 수행하는 다른 근육들과는 달리, 광배근은 견갑골(scapula)을 우회하기에, 광배근이 수행하는 작업은 견갑골에 작용하는 근육에 영향을 주지 않는다. 대흉근(pectoralis major)의 하부흉골지(lower sternal fiber)도 낮은 정도지만 신전과 내전 역할을 수행한다.
내전근(adductor muscle)과 신전근(extensor muscle)의 수축(contraction)은 견갑골을 간접적으로 하강시키고 하방회전(downward rotation)시킨다. 이는 견갑골에 부착된 근육들의 수축으로 인
하여 내전근과 신전근이 상승(elevation)과 상방회전(upward rotation)으로 당겨질 때만 필요하다. 만약 광배근으로 무게를 끌어당기면, 견갑골은 이를 따라 중력에 의하여 아래로 끌리게 된다.

### 견갑골
견갑골에 붙어서 견갑골을 하강시키는 근육은 하부 승모근(lower trapezius muscle)과 소흉근(pectoralis minor)이다. 소흉근도 견갑골 하방회전을 수행하는 능형근(rhomboid muscle)과 거근 견갑골(levator scapula)과 함께 작동한다.
팔을 내전시키고 신전하는 견갑골에 붙은 근육은 전방삼각근(posterior deltoid muscle), 대원근(teres major)이며, 회전근개(rotator cuff muscle) 일부로부터의 작은 안정화 기여이다.  (외회전근lateral rotator으로서 극하근(infraspinatus)과 소원근(teres minor), 내회전근medial rotator으로서 견갑하근(subscapularis))

### 팔꿈치
팔꿈치 관절을 구부리는 상완이두근(biceps brachii muscle), 상완근(brachialis muscle), 상완요근(brachioradialis muscle) 같은 근육들은 레버리지 향상에 활동한다. 다른 두 근육은 상완골(humerus)에서 시작하는 것과 달리 이두근은 견갑골에서 시작하며, 스쿼트(squat) 동안 햄스트링에도 작용하지만 역동적 안정근(dynamic stabilizer)으로 작용하도록 되어 있다. 이는 팔꿈치가 구부러지면서 이두근이 짧아지지만, 어깨 신전으로 길어지기도 하기 때문이다.
전완(forearm)에서 외전 그립은 이두근이 견주굴근(혹은 팔꿈치 굽힘근elbow flexor)으로서 더 강하게 공헌하게 한다. 프론 그립(prone grip)은 상완과 상완요근 등의 굴근에 크게 의존한다.
랫풀다운 시의 내전 그립(pronated grip) 사용은 광배근 최대 활성화를 불러오지만, 그립 넓이에 따른 광배근 활동성 차이는 없다.

## 유사성
랫풀다운은 풀업(pull up)과 매우 유사하지만, 바가 고정되어 있고 몸통이 움직이는 것이 아니라, 몸통이 고정된 상태에서 움직이는 외부 중량(moving external weight)이나 저항을 사용한다. 이는 렛풀다운을 열린 사슬 운동(open kinetic chain exercise, OKC)으로 만들고, 풀업을 닫힌 사슬 운동(closed kinetic chain exercise, CKC)으로 만든다. 움직이는 중량도 운동하는 사람의 중량보다 많거나 적도록 조정될 수 있다.

## 형태
풀다운은 좌석(seat)과 허벅지 버팀대(brace)가 있는 웨이트머신(weight machine)을 사용한다. 시작 자세는 자리에 앉아 허벅지를 버팀대에 고정하고 등은 곧추 세우고 발은 바닥에 평평하게 댄다. 팔은 완전히 편 상태에서 머리 위로 고정하고 중량스택(weight stack)에 연결된 바를 잡는다. 처음엔 팔꿈치를 아래와 뒤로 당기고 바를 목까지 내리고, 다시 원래 자세로 돌아간다.

### 변형

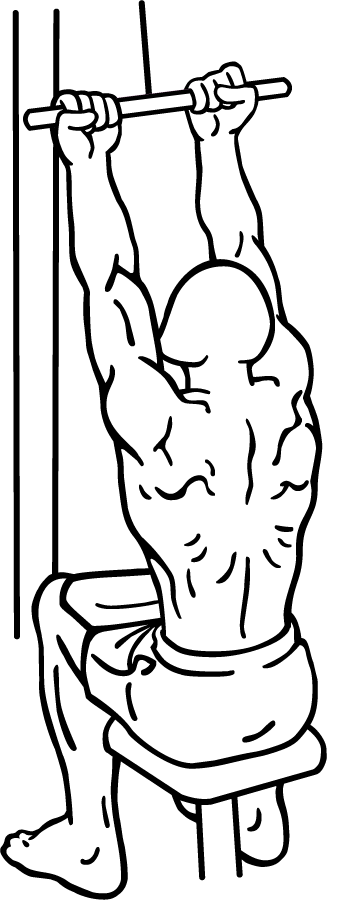
좁은 그립 언더핸드 풀다운 시작
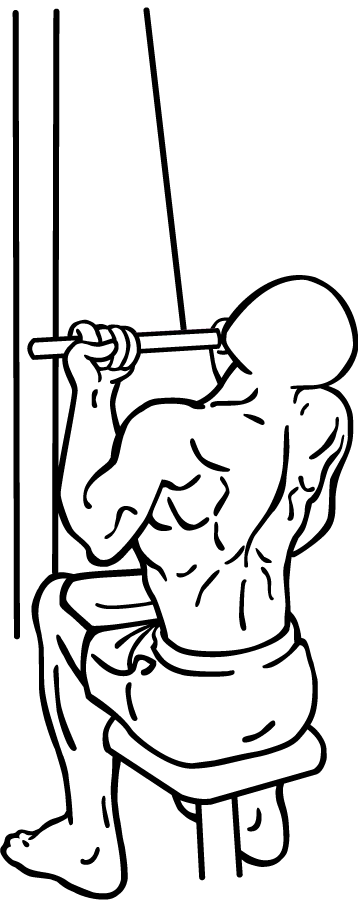
좁은 그립 언더핸드 풀다운 끝
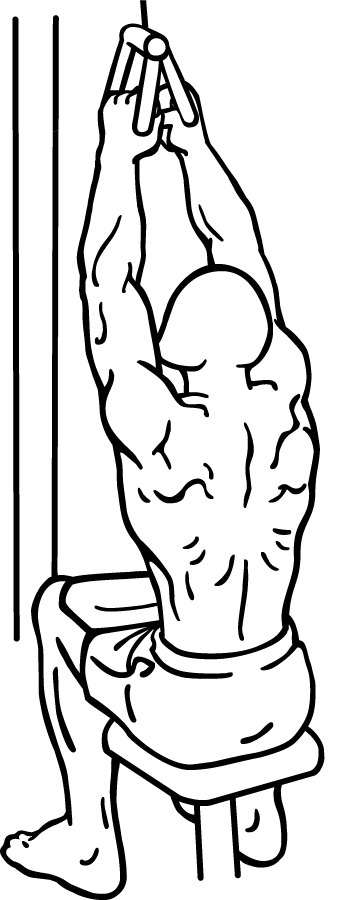
좁은 그립 중립 풀다운 시작
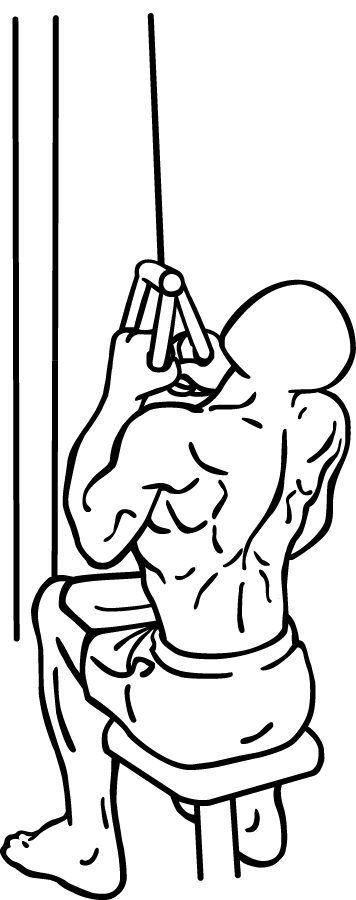
좁은 그립 중립 풀다운 끝
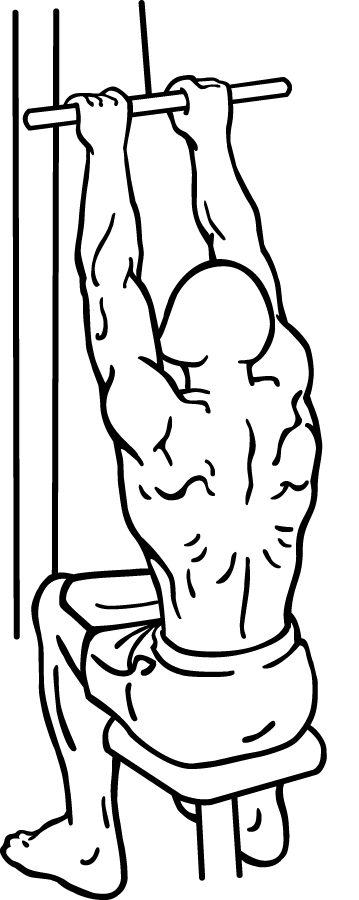
좁은 그립 오버핸드 풀다운 시작
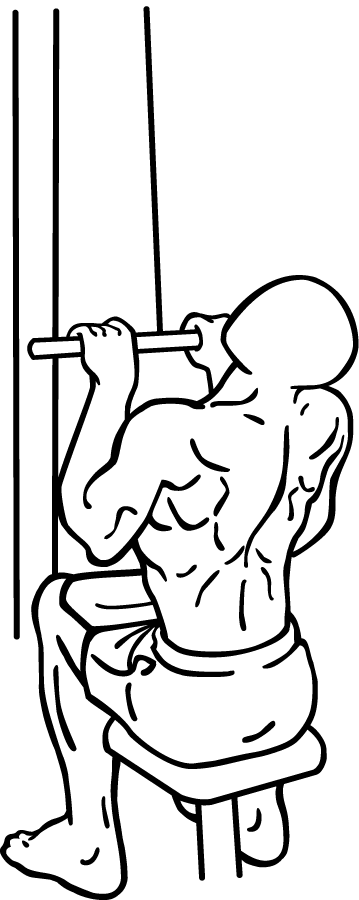
좁은 그립 오버핸드 풀다운 끝
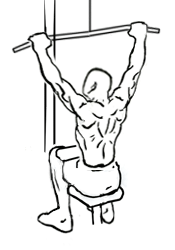
넓은 그립 오버핸드 풀다운 시작
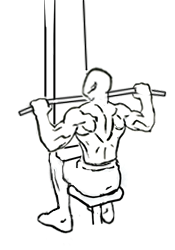
넓은 그립 오버핸드 풀다운 끝

랫풀다운 변형들은 바를 가슴(흉골)에 내리거나 목덜미에 닿게 하는 것, 좁게 혹은 넓게 손을 잡는 것, 외전 혹은 내전 그립을 하는 것 등이 있다.  이 운동은 케이블 머신을 이용하여서 할 수 있으며, 케이블에 부착괸 핸들은 몸쪽으로 끌어당기는데, 이는 벤치나 짐볼(stability ball)에 앉거나 무릎을 꿇거나 선 자세 혹은 스쿼트 자세에서 할 수 있다. 개인 운동 계획에 따라 반복횟수와 무게는 조절할 수 있다.
친업(chin up)과 풀업(pull up)과 같은 턱걸이 운동은 이와 유사하지만, 몸을 고정시키고 바를 고정된 몸쪽으로 움직이는 것이 아니라, 바를 고정시키고 몸을 고정된 바를 향해 움직이는 운동이다.

#### 목뒤
목뒤로 바를 당기는 랫풀다운 변형은 위험하고 효과도 적다. Behind the neck lat pull-downs offer no biomechanical advantages. 바를 목에 칠 경우 경추디스크(cervical spine disk)에 압박을 가하거나 손상을 줄 수 있다. 또한 회전근개(rotator cuff)에도 부상을 입힐 수 있다.

### 근육 움직임
가슴 앞쪽에 닿게 하여 중량을 당기면, 능형근(rhomboid muscles) 작업이 증가하지만, 목뒤에 닿게 하여 중량을 당기면 상부 승모근(trapezius muscle)을 움직이게 한다.

### 어원
풀다운 앞에 붙는 랫(lat)은 광배근(latissimus dorsi)을 의미한다.
운동 대부분은 근육 이름과 운동 방향을 말한다. 즉 이두컬(biceps curl), 삼두신전(triceps extension), 레그프레스(leg press), 햄스트링 컬(hamstring curl), 복부 컬(abdominal curl) 등이 있다.
측면(lateral)은 lat을 연상하기 쉽지만, 이는 측면(sideway)과 몸으로부터 멀리 떨어진(away from the body) 것을 의미한다. 이는 바가 올라가 있고 아래로 당겨지지 않은 상태인 운동의 원심성 부분(eccentric portion) 상태에서의 상완근 방향을 말한다. 이는 lateral이 움직임을 의미히는 이상적 용어가 아니라, 레터럴 레이즈(lateral raise) 같은 경우에 더 적절한 형용사이다.

## 같이 보기
- 광배근
- 열린 사슬 운동